# Tijgerzanger
De tijgerzanger (Setophaga tigrina, synoniem: Dendroica tigrina) is een zangvogel uit de familie der Parulidae (Amerikaanse zangers).

## Verspreiding en leefgebied
Deze soort komt voor in het noordelijke deel van Centraal-en noordoostelijk Noord-Amerika en leeft in volgroeide sparrenbossen.